# Noordelijke huiswinterkoning
De noordelijke huiswinterkoning (Troglodytes aedon) is een vogel uit de familie winterkoningen (Troglodytidae), en een bekende verschijning in veel Amerikaanse tuinen.

## Kenmerken
Het is een vrij fors lid van de familie van de winterkoningen (ca. 12 centimeter lang en 11 gram zwaar). De vogel is roestbruin tot grijzig, met lichte onderdelen en dwarsstrepen op en onder zijn staart.

## Leefwijze
Als alle leden van de familie zoekt hij met zijn lange dunne snavel naar voedsel in spleten. Hij eet naast insecten en spinnen ook wel fruit.

## Geluid
De zang is vrij gevarieerd met een serie murmelende dalende trillers en ratels. Als alle winterkoningen kan hij vocaal flink van zich afbijten met een stem die een grotere vogel niet zou misstaan.

## Voortplanting
In het voorjaar maakt het mannetje daar gebruik van om een vrouwtje aan te trekken. Hij legt op een aantal plaatsen -meest boomholtes of nestkastjes- het fundament van een nest met wat takjes. Het vrouwtje kiest dan welke plek ze het liefste heeft en stoffeert het met veertjes en ander materiaal. Er zijn meestal twee broedsels per seizoen en de tweede leg kan best van een ander mannetje zijn.

## Verspreiding en leefgebied
De vogel komt voor in een groot deel van Noord-Amerika, noordelijk tot in Alberta. 's Winters trekt deze winterkoning naar de zuidelijke staten van de Verenigde Staten en Mexico. De noordelijke huiswinterkoning komt voor in verschillende type leefgebieden zoals bossen in uiterwaarden, maar ook in buitenwijken van steden. Het is de meest voorkomende soort winterkoning in Noord-Amerika.
Tot de publicatie in 2023 van een uitgebreide fylogenetische studie werden 33 verschillende ondersoorten onderscheiden. Bij deze studie werd onder andere het mitochondriaal DNA van de diverse ondersoorten vergeleken.  Het taxon T. aedon is opgesplitst in twee grote groepen de noordelijke en de zuidelijke huiswinterkoning. Op de IOC World Bird List worden sinds 2024 nog maar vier ondersoorten van T. aedon onderscheiden:
- T. a. aedon: zuidoostelijk Canada en de oostelijke Verenigde Staten.
- T. a. parkmanii: van zuidwestelijk en het zuidelijke deel van Centraal-Canada en de westelijke en centrale Verenigde Staten tot noordelijk Mexico.
- T. a. cahooni: van zuidoostelijk Arizona tot centraal Mexico.
- T. a. brunneicollis: centraal en zuidelijk Mexico.

Daarnaast zijn er ongeveer vijf taxa in min of meer geïsoleerd liggende gebieden.

## Status
De noordelijke huiswinterkoning heeft een groot verspreidingsgebied en daardoor alleen al is de kans op de status  kwetsbaar (voor uitsterven) uiterst gering. De grootte van de populatie is niet gekwantificeerd. Mogelijk gaat de soort in aantal vooruit. Om deze redenen staat deze soort winterkoning als niet bedreigd op de Rode Lijst van de IUCN.